# Пандо Чулков
Пандо Чулков е български революционер, костурски войвода на Вътрешната македоно-одринска революционна организация.

## Биография
Пандо Чулков е роден през 1878 година в костурското село Горенци, тогава в Османската империя. Получава средно образование и работи като учител в родното си село. През Илинденско-Преображенското въстание, макар и с разклатено здраве, е центрови войвода на ВМОРО, а след потушаването на въстанието е секретар в четата на Митре Влаха. По-късно е помощник на районния войвода Христо Цветков в Костурско. Освободен поради болест от Македоно-одринското опълчение в Балканската война. Умира в освободения Ксанти от болест в навечерието на Междусъюзническата война.
Георги Константинов Бистрицки пише за него:
| „ | Пандо Чулков от с. Горенци, със средно образование и разклатено здраве, скоро издигнал се от секретар на Митре Влаха в районен войвода, пламенен патриот, политикан и голям оптимист, участвал в боеве, освободен поради болест от Македоно-одринското опълчение в Балканската война, стана жертва на грозната си болест в гр. Ксанти в навечерието на Междусъюзническата война, но като щастливец - без да види погрома на милото си отечество. | “ |